# Funaxopsis vaneedeni
Funaxopsis vaneedeni är en spindeldjursart som först beskrevs av Den Heyer 1981.  Funaxopsis vaneedeni ingår i släktet Funaxopsis och familjen Cunaxidae. Inga underarter finns listade i Catalogue of Life.